# Веселин Павлов
Веселин Василев Павлов е български политик от БСП.

## Биография
Роден е на 10 януари 1949 г. През 1971 година завършва ВМЕИ със специалност „експлоатация на жп транспорта“. От 1971 до 1978 година работи като инженер-технолог в железопътното управление в Горна Оряховица. Между 1987 и 1988 година е първи заместник-директор на СО „Български държавни железници“, както и президент на Международния съюз на железниците. След това до 1990 година е генерален директор на БДЖ. От 1990 година е член на Висшия съвет на БСП. В периода 1990 – 1991 година е назначен за министър на транспорта. Става началник-управление „Военна икономика“ в Министерството на отбраната през 1992 година. След 1993 година е председател на АД „Астарта-21“. През 2004 година е удостоен с почетното звание доктор хонорис кауза на Висше транспортно училище Тодор Каблешков.